# Etiopiska kalendern
Den etiopiska kalender också kallad Ge’ez kalender (amhariska: የኢትዮጵያ ዘመን አቆጣጠር yä'Ityoṗṗya zämän aḳoṭaṭär) är den officiella kalendern i Etiopien, och den liturgiska kalendern i bland annat den Eritreansk-ortodoxa kyrkan och de katolska östkyrkorna. Kalendern bygger på den äldre koptiska kalendern, som i sin tur går tillbaka på den egyptiska kalendern.
Den etiopiska kalendern utgår från Jesu uppståndelse,[källa behövs] och nyår infaller den 11 eller 12 september (vid skottår) i den gregorianska kalendern, varför innevarande år 2025 AD är 2017 – 2018. Året har 13 månader med vardera 30 dagar, utom sista månaden som kallas Pagume som har fem dagar. Vid skottår har den sista månaden sex dagar.